# Lewis Puller
Le lieutenant-général Lewis Burwell « Chesty » Puller (26 juin 1898 – 11 octobre 1971) est un officier général du Corps des Marines des États-Unis. Il est l'un des marines les plus décorés de l'histoire du corps, et le seul à avoir été décoré de la Navy Cross à cinq reprises. Au cours de sa carrière, il servit en Haïti et au Nicaragua, ainsi que durant plusieurs batailles de la Seconde Guerre mondiale et lors de la guerre de Corée, avant de prendre sa retraite en 1955.

## Biographie

### Origines
Lewis Puller naît en 1898 à West Point en Virginie du mariage de Matthew et Martha Puller. Son père, épicier, décède alors que Lewis est âgé de dix ans.
En 1916, Lewis essaie de s'enrôler au sein de l'Armée de terre des États-Unis pour servir au cours de la guerre de la frontière avec le Mexique, mais il est encore trop jeune et n'obtient pas l'autorisation parentale de sa mère. L'année suivante, il rejoint enfin l'Institut militaire de Virginie, mais le quitte à la fin de sa première année : la Première Guerre mondiale est en cours, et il veut se trouver là où est l'action. Il s'enrôle donc au sein du Corps des Marines des États-Unis en tant que soldat et fait son cours de recrue au Centre de recrutement du Corps des Marines de Parris Island, en Caroline du Sud. Bien qu'il n'ait pas connu l'action au cours de ce conflit, le corps est en expansion et, peu après sa graduation, Lewis rejoint l'école des sous-officiers puis l'école des officiers candidats (en) à Quantico, en Virginie, dont il sort diplômé le 16 juin 1919. Il est alors nommé sous-lieutenant au sein de la réserve mais, dix jours plus tard, une réduction des effectifs de 73 000 à 1 100 officiers à la suite de la fin de la guerre le fait passer en service inactif, avec le grade de caporal.

### Entre-deux-guerres

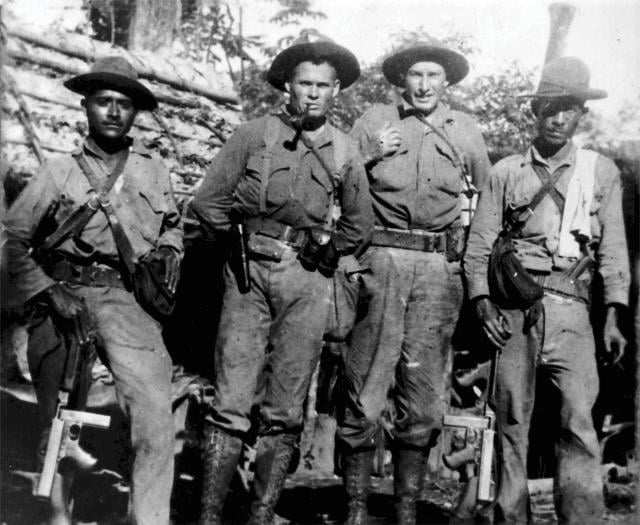
Le premier-lieutenant Lewis « Chesty » Lewis (au centre gauche) et le sergent William « Ironman » Lee avec deux soldats nicaraguayen en 1931

Lewis est envoyé pour servir dans la gendarmerie d'Haïti en tant que lieutenant, et y participe en cinq ans à plus d'une quarantaine d'actions armée contre les rebelles cacos. Il tente d'obtenir à deux reprises le grade d'officier, sans succès. En 1922, il sert en tant qu'adjudant auprès du major Alexander Vandegrift, qui devint plus tard le commandant du Corps des Marines.
Lewis retourne le 6 mars 1924 aux États-Unis en tant que sous-lieutenant. Il reste stationné à la base de Norfolk en Virginie, où il officie au Centre de formation des Marines (The Basic School, littéralement l'« École de base ») de Quantico et au 10e régiment de Marines (en), également à Quantico. En juillet 1926, il est transféré au camp de Pearl Harbor puis, en 1928, à celui de San Diego en Californie.

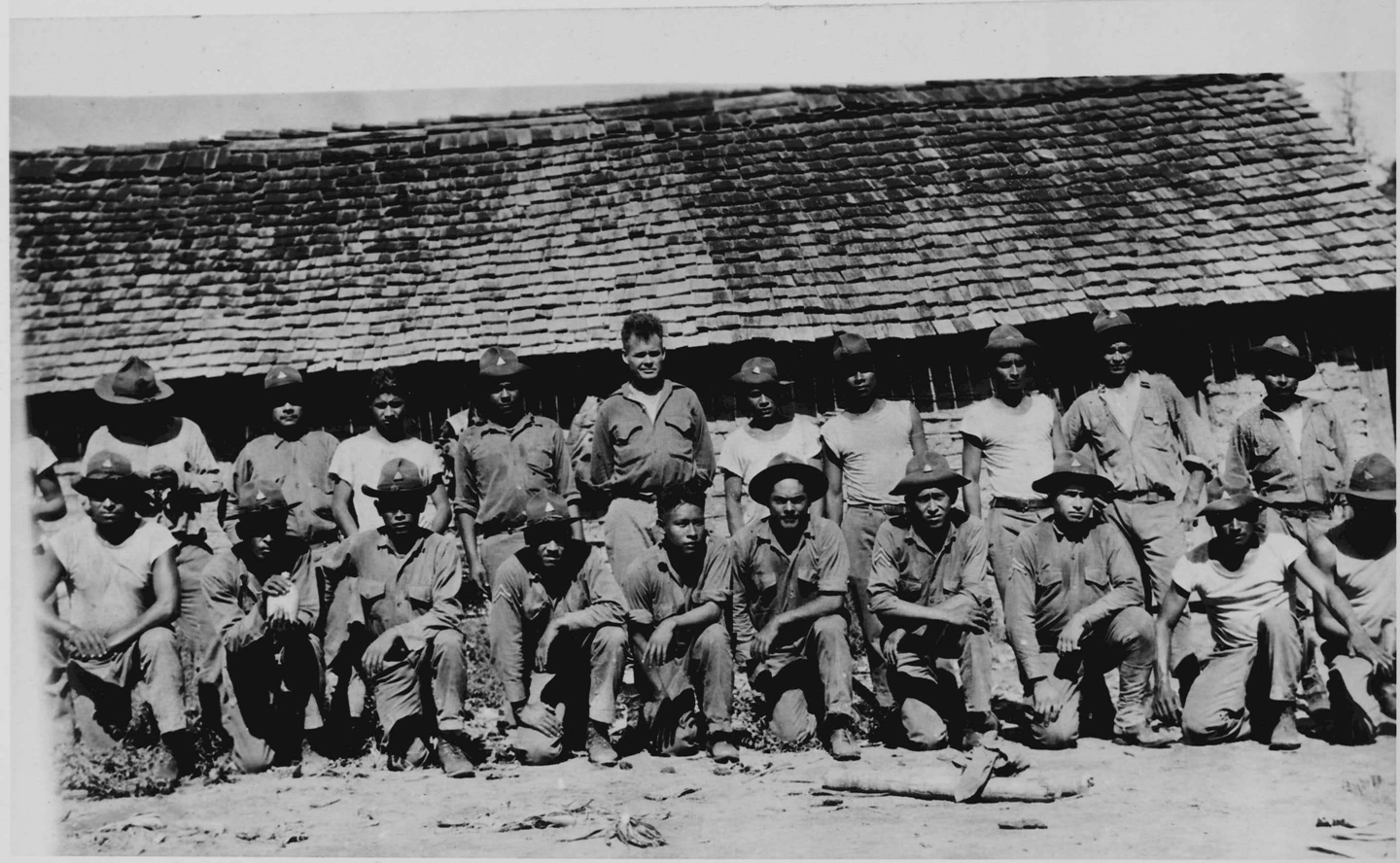
Le premier-lieutenant Puller avec des membres de la Garde nationale nicaraguayenne

En décembre 1928, il est affecté au détachement de la Garde nationale nicaraguayenne. Il y est décoré de sa première Navy Cross (la seconde distinction militaire pour vaillance en importance) pour ses actes du 16 février au 19 août 1930, au cours desquels il mène cinq engagements successifs contre des bandits armés en nombre supérieur. Il retourne aux États-Unis en juillet 1931 et complète le cours d'officier de compagnie à fort Benning, en Géorgie. Il retourne au Nicaragua du 20 septembre au 1er octobre 1932, et y obtient sa seconde Navy Cross.
Après son service au Nicaragua, il est affecté au détachement des marines de la légation américaine de Pékin, où il commande une unité des Marines de Chine. Il sert par la suite à bord du USS Augusta, un croiseur de la Flotte asiatique des États-Unis, sous le commandement du capitaine Chester Nimitz. Lewis retourne aux États-Unis en juin 1936 en tant qu'instructeur au centre de formation de Philadelphie.
En mai 1939, il retourne sur l'Augusta en tant que commandant du détachement des marines à bord. L'année suivante, il débarque à Shanghai pour devenir le commandant en second, puis commandant du 2e bataillon du 4e régiment de Marines (en).

### Seconde Guerre mondiale

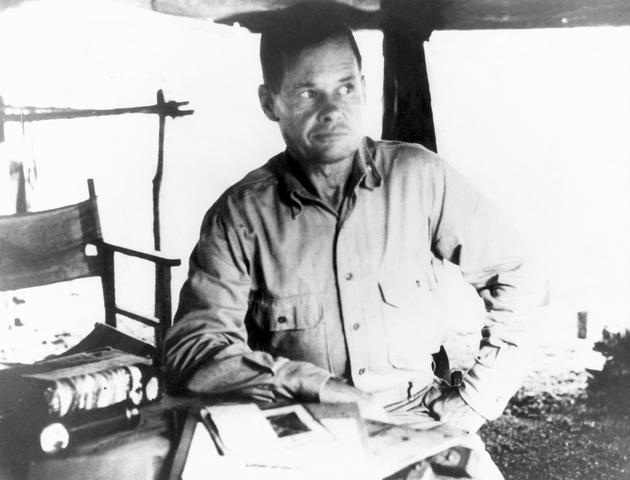
Le lieutenant-colonel Puller sur l'île de Guadalcanal en septembre 1942

Le major Puller retourne aux États-Unis le 28 août 1941 où il prend le commandement du 1er bataillon du 7e régiment de Marines de la 1re division des Marines stationné sur la base aérienne de New River, en Caroline du Nord. Tôt au cours de la guerre du Pacifique, le 7e Marines forme le noyau de la 3e brigade nouvellement créée, et est envoyé pour défendre les Samoa le 8 mai 1942. Le 4 septembre 1942, ils quittent les Samoa et, le 18 septembre 1942, ils rejoignent la 1re division de Marines à Guadalcanal.
Peu après son arrivée à Guadalcanal, Lewis mène son bataillon lors de violentes (opérations de la rivière Matanikau) au cours desquelles ses décisions rapides sauvent trois de ses compagnies de l'annihilation. Alors que ses hommes sont encerclés par une force japonaise supérieure en nombre, Lewis court jusqu'à la berge et fait signe à l'USS Monssen, un destroyer, afin qu'il puisse fournir un appui-feu pendant que des péniches de débarquement secourent les marines de leur situation précaire. Pour ses actions, il est décoré de la Bronze Star avec emblème de vaillance.
Plus tard, et toujours à Guadalcanal, Lewis est décoré de sa troisième Navy Cross pour ses actions au cours de la bataille d'Henderson Field où il commande l'une des deux unités d'infanterie américaine défendant l'aérodrome contre un régiment japonais. Lors d'un échange de tirs au cours de la nuit du 24 au 25 octobre qui dura environ trois heures, les deux unités subissent 70 pertes alors que les forces japonaises ont 1 400 soldats tués au combat. Les forces américaines réussissent à tenir l'aérodrome.
Lewis devient par la suite le commandant en second du 7e régiment de Marines. C'est dans cette position, alors qu'il sert à cap Gloucester en Papouasie-Nouvelle-Guinée, qu'il est décoré de sa quatrième Navy Cross pour l'accomplissement de son devoir entre le 26 décembre 1943 et le 19 janvier 1944. Durant cette période, alors à la tête du 3e bataillon, il réorganise avec succès son bataillon sous le feu des mitrailleuses lourdes et des mortiers ennemis et mène une attaque victorieuse contre des positions défensives japonaises fortement fortifiées. Il est promu colonel le 1er février 1944 et nommé commandant du 1er régiment de Marines. Le colonel Puller commande ces troupes au cours de la longue bataille de Peleliu en septembre et octobre 1944, l'une des plus sanglantes dans l'histoire du Corps des Marines. Il est décoré de sa première Legion of Merit pour ses actions au cours de cette bataille. Durant l'été de 1944 le plus jeune frère de Lewis, Samuel, commandant en second du 4e régiment de Marines, est tué par un sniper sur l'île de Guam.
Lewis retourne aux États-Unis en novembre de la même année et est nommé commandant en second du régiment d'entraînement d'infanterie du camp Lejeune et, deux semaines plus tard, en devient le commandant. Après la guerre, il est nommé directeur du 8e district de réserve à La Nouvelle-Orléans. Il commandera plus tard la base de marines de Pearl Harbor.

### Guerre de Corée

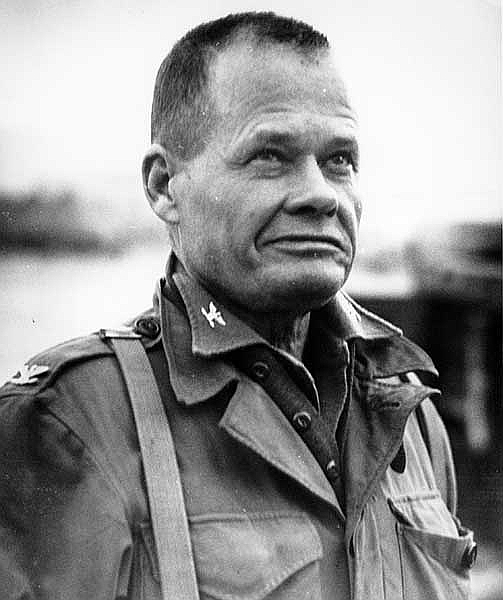
Le colonel Puller durant la guerre de Corée en 1950

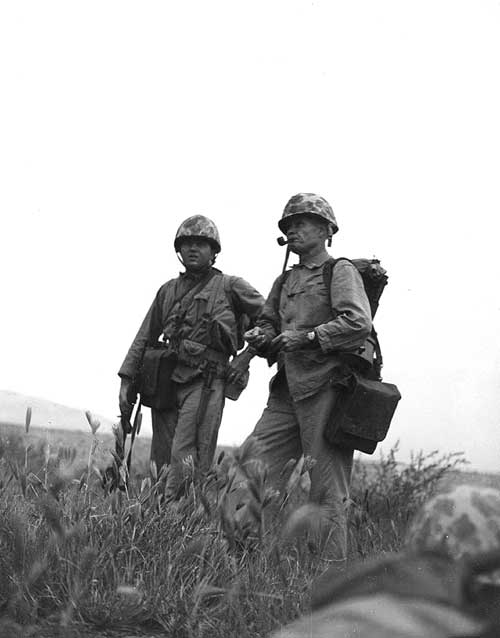
Le colonel Puller étudiant le terrain durant la guerre de Corée

Lors de la guerre de Corée, le colonel Puller est de nouveau nommé commandant du 1er régiment de Marines qui participa au débarquement à Incheon le 15 septembre 1950, bataille pour lequel il fut décoré de la Silver Star. Pour son leadership du 15 septembre au 2 octobre, il fut décoré de sa seconde Legion of Merit. Il fut décoré de la Distinguished Service Cross par l'Armée pour ses actions du 29 novembre au 5 décembre de la même année et de sa cinquième Navy Cross pour ses actions du 5 au 10 décembre au cours de la bataille du réservoir de Chosin. Ce fut durant cette bataille qu'il prononça sa fameuse citation : « Cela faisait un moment que nous cherchions l'ennemi. Nous l'avons finalement trouvé. Nous sommes encerclés. Cela simplifie les choses ».
En janvier 1951, il fut promu au grade de brigadier-général et devint le commandant adjoint de la ‘´1st Marine Division’´. Le 24 février, son supérieur, le major-général Oliver Smith, fut précipitamment transféré au commandement du IX Corps après le décès subit du major-général Bryant Moore. Lewis assura alors le commandement par intérim de la 1st Marine Division. Lewis demeura commandant adjoint de la division jusqu'à la fin de son tour de service lorsqu'il retourna aux États-Unis le 20 mai 1951.
Par la suite, il fut successivement promu aux grades de major-général puis de lieutenant-général et servit à différents postes de commandement jusqu'à ce que des problèmes de tension artérielle le forcent à prendre sa retraite en 1955.

## Distinctions

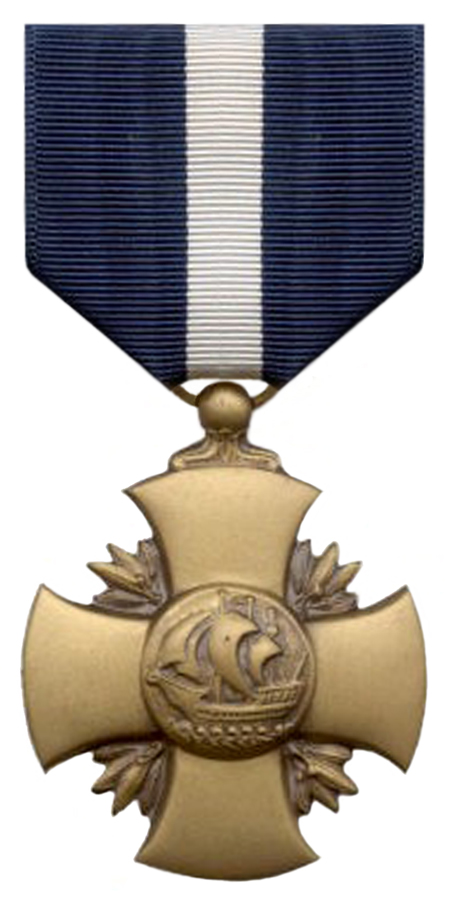
La Navy Cross, la seconde plus haute distinction militaire des Marines, dont fut décoré Lewis Puller à cinq reprises

Lewis Puller fut décoré de la Navy Cross, la seconde plus haute distinction militaire des marines et de la Navy, à cinq reprises. Il est la seconde et seule personne à l'avoir reçue autant de fois outre le commandant de sous-marin Roy Davenport (en) de la Navy. De fait, il reçut la seconde plus haute distinction militaire à six reprises : cinq Navy Cross et une Distinguished Service Cross de l'Armée. Il fut également décoré de la Silver Star, de la Legion of Merit avec le Combat "V" et de la Gold Star, au lieu d'une seconde remise de la Bronze Star avec le Combat "V" de l'Air Medal avec étoiles d'or au lieu d'une seconde et troisième remises, ainsi que de la Purple Heart. Ses autres médailles et décorations incluent le ruban de Presidential Unit Citation avec quatre étoiles de bronze; la Good Conduct Medal du Corps des Marines avec une étoile de bronze; la Victory Medal de la Première Guerre mondiale avec la boucle des Antilles; la Haitian Campaign Medal; la Second Nicaraguan Campaign Medal; la Marine Corps Expeditionary Medal avec une étoile de bronze; la China Service Medal; l'American Defense Service Medal avec la boucle de base; l'American Campaign Medal; l'Asiatic-Pacific Campaign Medal avec quatre étoiles de bronze; la World War II Victory Medal; la National Defense Service Medal; la Korean Service Medal avec une étoile d'argent au lieu de cinq étoiles de bronze; la médaille des Nations unies pour la Corée; la Haitian Medaille Militaire; la Nicaraguan Presidential Medal of Merit with Diploma; la Nicaraguan Cross of Valor with Diploma; la Republic of Korea's Ulchi Medal avec étoile d'or et la Korean Presidential Unit Citation avec feuille de chêne.
Il reçut la Purple Heart à Guadalcanal au cours de la nuit du 9 septembre 1942. Il a les étoiles de bataille pour la capture et la défense de Guadalcanal, pour les opérations de Nouvelle-Guinée orientale, pour la bataille du cap Cloucester ainsi que pour la capture et l'occupation des îles Paulau australes. Ses étoiles de bataille pour la guerre de Corée incluent l' Agression de Corée du Nord, le débarquement d'Incheon, l' Agression de la Chine communiste au réservoir de Choisin, la Première contre-offensive de l'ONU et l' Offensive printanière de la Chine communiste.

## Héritage

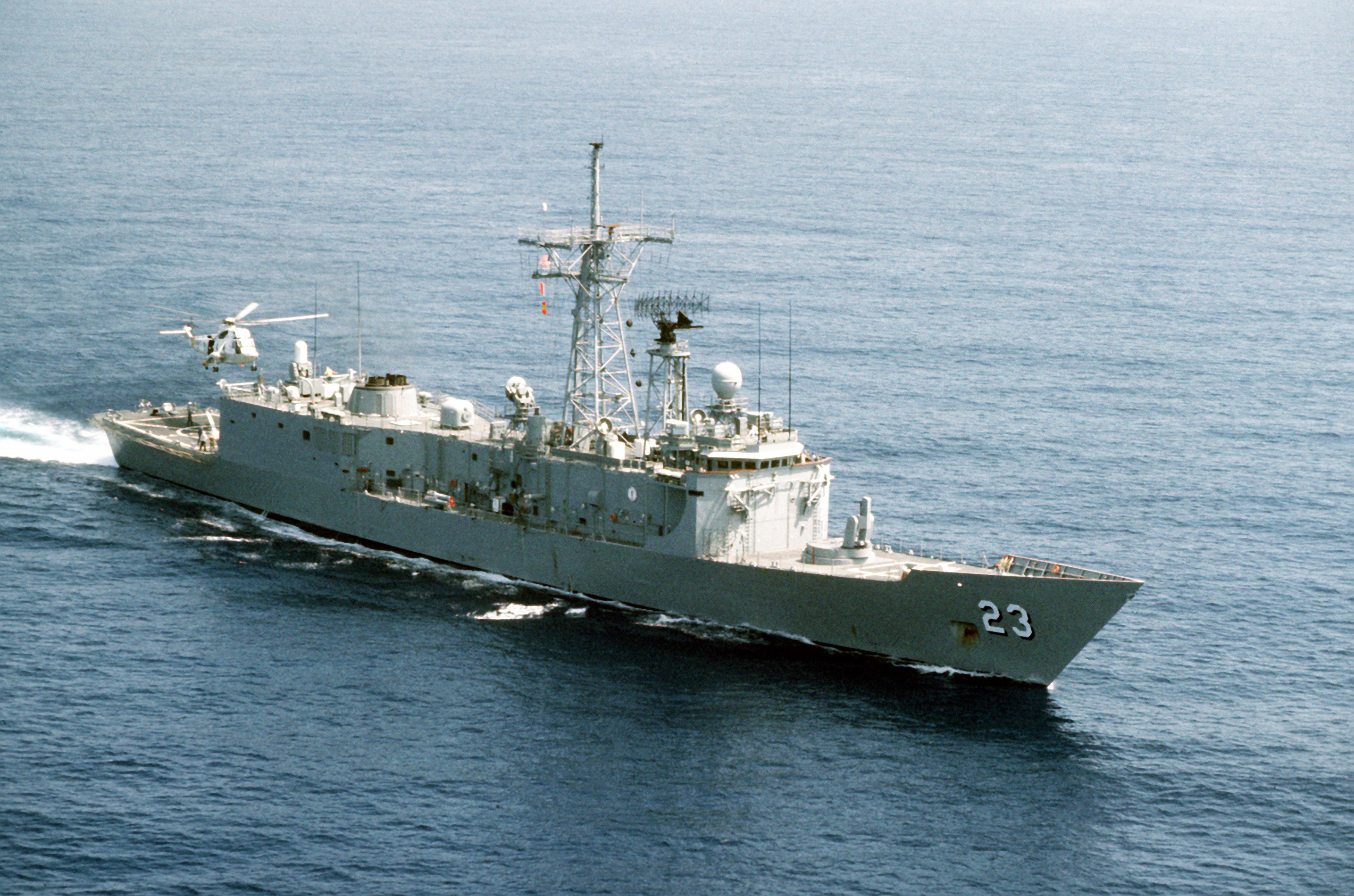
L'USS Lewis B. Puller en 1983

La frégate de la classe Oliver Hazard Perry USS Lewis B. Puller (FFG-23) (en) fut nommée en son honneur. Le bâtiment du Quartier général du 2e équipe de sécurité antiterroriste de la Flotte de l'Arsenal de Yorktown, en Virginie est nommé Puller Hall en son honneur. La route 33 dans le comté de Middlesex en Virginie, où Lewis Puller est inhumé, est nommée General Puller Highway. Le 10 novembre 2005 l'United States Postal Service a publié une série de timbres intitulée « Distinguished Marines » dans laquelle Lewis Puller était honoré. La mascotte du Corps des Marines, un bulldog anglais pure race, est perpétuellement nommée « Chesty Pullerton » (par exemple « Chesty XIII »). En 2012, le Military Sealift Command annonça qu'une plateforme de débarquement mobile (en) sera nommée USNS Lewis B. Puller (T-MLP-3) en son honneur.